# Favolaschia cyatheae
Favolaschia cyatheae är en svampart som beskrevs av P.R. Johnst. 2006. Favolaschia cyatheae ingår i släktet Favolaschia och familjen Mycenaceae.   Inga underarter finns listade i Catalogue of Life.

## Källor

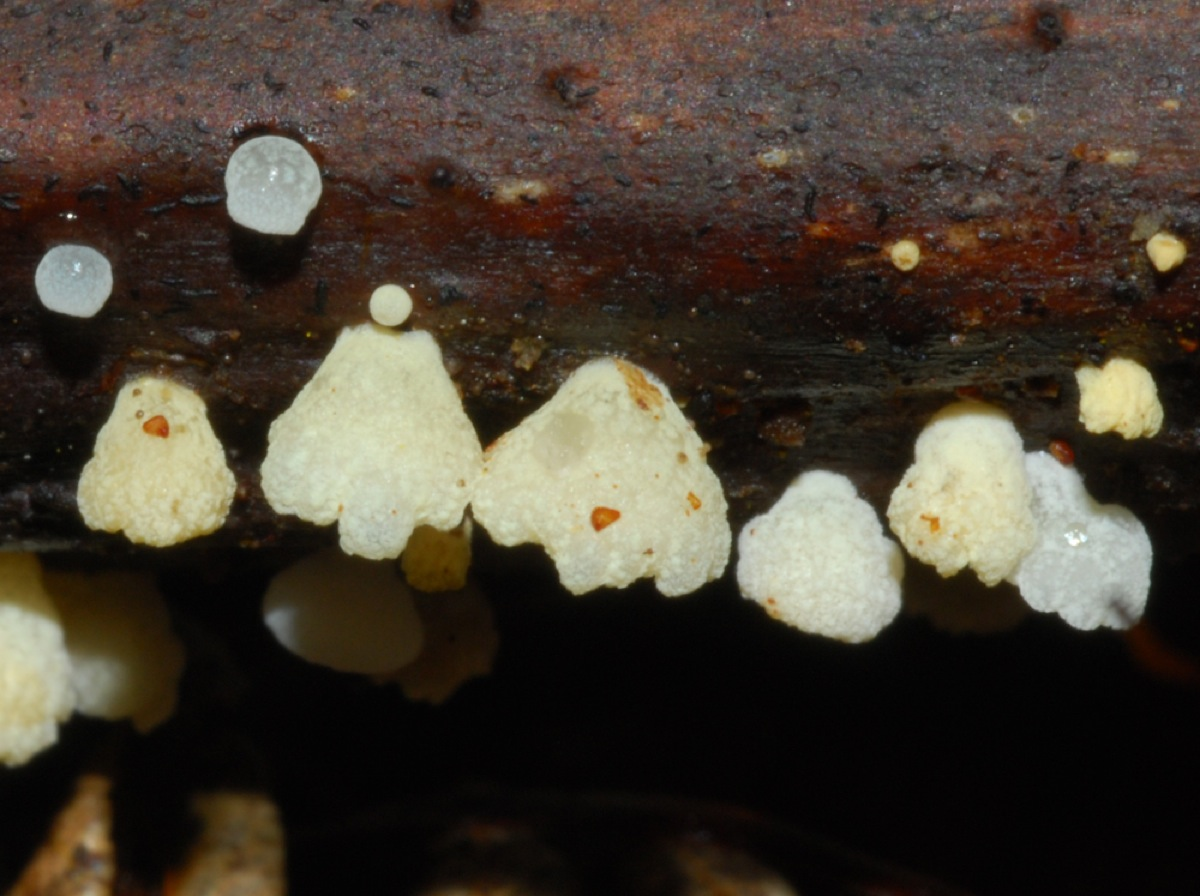
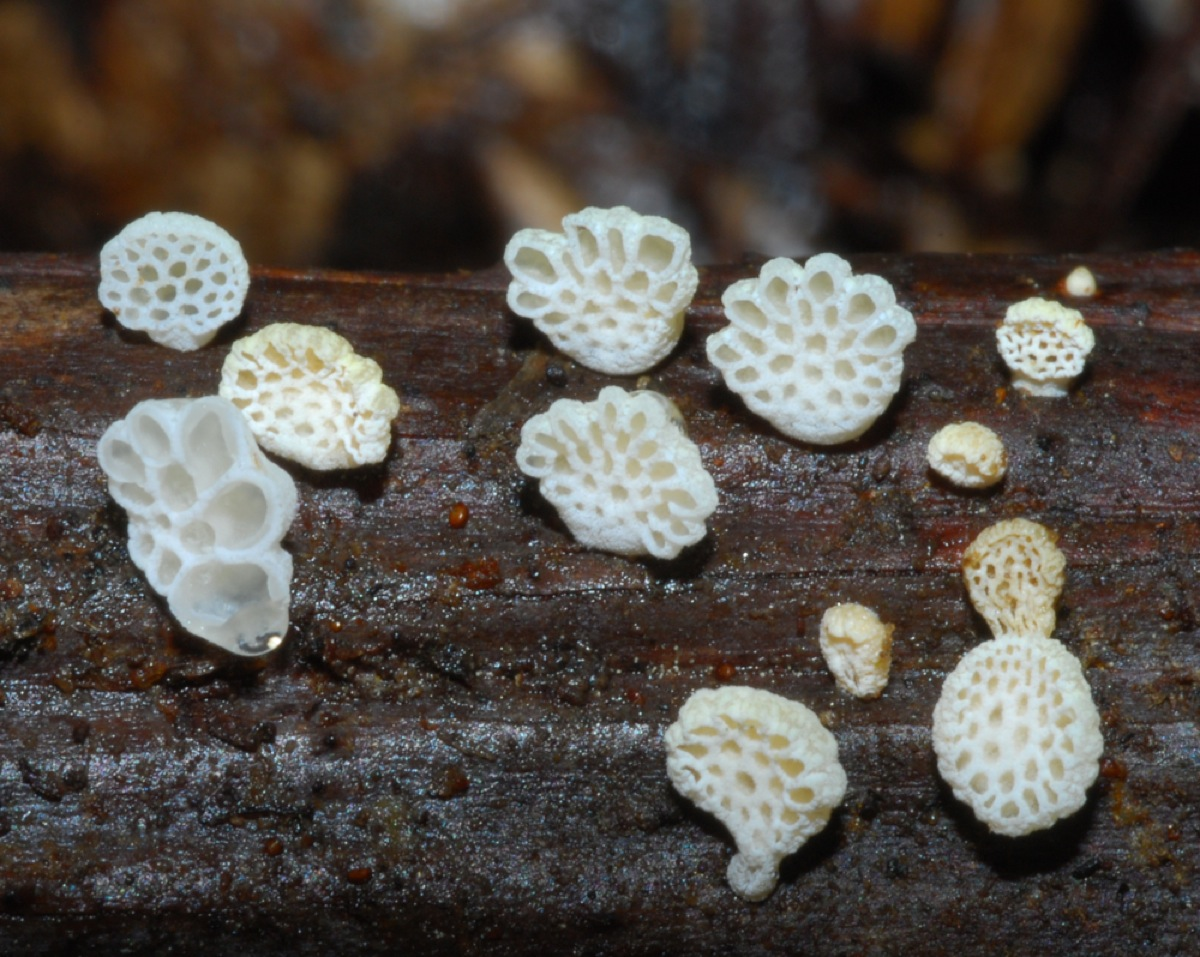